# Euxoa unicolor
Euxoa unicolor är en fjärilsart som beskrevs av Jacob Hübner 1813. Euxoa unicolor ingår i släktet Euxoa och familjen nattflyn. Inga underarter finns listade i Catalogue of Life.